# Robyn Erbesfield
Robyn Erbesfield (Atlanta, 1967) è un'arrampicatrice statunitense.
Ha praticato le competizioni di difficoltà e l'arrampicata in falesia.
È stata la prima vera dominatrice della Coppa del mondo lead di arrampicata, vincendone quattro edizioni tutte consecutive, dal 1992 al 1995.

## Biografia
Comincia ad arrampicare nel 1982 a quindici anni alle scuole superiori con il suo ragazzo. Ha partecipato alle gare internazionali dal 1988. È sposata con Didier Raboutou anch'esso forte arrampicatore di quegli anni.
Si è ritirata dalle gare nel 1995 e da allora si dedica alla famiglia, all'organizzazione di corsi di arrampicata e all'allenamento dei settori giovanili.

## Palmarès

### Coppa del mondo
|      | 1989 | 1990 | 1991 | 1992 | 1993 | 1994 | 1995 |
| ---- | ---- | ---- | ---- | ---- | ---- | ---- | ---- |
| Lead | 3    | 4    | 3    | 1    | 1    | 1    | 1    |

### Campionato del mondo
|      | 1991 | 1993 | 1995 |
| ---- | ---- | ---- | ---- |
| Lead | 3    | 2    | 1    |

## Statistiche

### Podi in Coppa del mondo lead
| Stagione | 1º | 2º | 3º | Podi totali |
| -------- | -- | -- | -- | ----------- |
| 1989     | 2  |    | 1  | 3           |
| 1990     |    | 1  | 1  | 2           |
| 1991     | 1  | 2  | 1  | 4           |
| 1992     | 2  | 3  |    | 5           |
| 1993     | 3  | 3  |    | 6           |
| 1994     | 4  |    |    | 4           |
| 1995     | 2  | 1  | 1  | 4           |
| Totale   | 14 | 10 | 4  | 28          |

## Falesia

### Lavorato
- 8c/5.14b:
  - Welcome to Tijuana - Rodellar (ESP) - luglio 2012 - Salita a 49 anni[2]
- 8b+/5.14a:
  - Ixeia - Rodellar (ESP) - giugno 2012[3]
  - Tripa de Conejo - Rodellar (ESP) - giugno 2012
  - God's Own Stone - Red River Gorge (USA) - 1º aprile 2012 - Salita a 48 anni[4]
  - Bad Attitude - Saint-Antonin-Noble-Val (FRA) - 27 agosto 2008 - Salita a 45 anni[5]
  - Attention vos Regards - Saint-Antonin-Noble-Val (FRA) - 1993
  - Silence - Troubat (FRA) - 1993 - Seconda donna in assoluto a salire un 8b+

### A vista
- 8a+/5.13c:
  - Overdose - Lourmarin (FRA) - 1993 - Prima donna in assoluto a salire un 8a+ a vista
- 8a/5.13b:
  - Ramponeau - Saint-Antonin-Noble-Val / Capucin (FRA) - 1992